# 大東 (海防艦)
大東（だいとう）は、日本海軍の海防艦。普遍的には日振型海防艦の2番艦とされており、本艦を鵜来型海防艦に含める文献も存在するが、海軍省が定めた艦艇類別等級では御蔵型海防艦の9番艦。

## 建造に至る経緯
マル急計画の海防艦甲型、第310号艦型の24番艦、仮称艦名第333号艦として計画。1942年2月14日、海防艦乙型（基本計画番号E20）の基本計画の決定により第322号艦型に計画変更。1943年7月5日、海防艦改乙型（基本計画番号E20b）の設計が完了したため、第310号艦型と第320号艦型の未起工艦のうち8隻は基本計画番号E20bに従って建造されることになったが、日立造船に建造が割り当てられた本艦を含む3隻は用兵側から要望のあった掃海具を装備し、三式爆雷投射機装備型と並行して建造されることになった。

## 艦歴
1944年4月17日、日立造船株式会社桜島造船所で起工。6月5日、大東と命名。本籍を佐世保鎮守府と仮定され、御蔵型海防艦の9番艦に定められる。24日、進水。8月7日竣工し、本籍を佐世保鎮守府、役務を佐世保鎮守府警備海防艦にそれぞれ定められる。同日付で呉防備戦隊に編入され、軍隊区分豊後防備部隊第二部隊の呂号第五百潜水艦を相手に基礎術力練成教育にあたる。
9月11日、海上護衛総司令部第一海上護衛隊に編入。12日から15日まで呉海軍工廠で整備し佐世保へ回航。23日、ミ21船団を護衛するため佐世保発、高雄まで同船団に同行し、高雄からはタマ28船団を護衛。マニラ到着後にサンジャックへ向かい、10月22日にヒ76A船団と合流した。28日まで同船団に同行してから分離し、30日にタモ27船団を護衛し高雄発、11月5日門司着。6日から10日まで佐世保海軍工廠で修理整備。15日、新編された第百一戦隊に編入。以後内地-台湾間の護衛に従事。
1945年1月12日、ヒ86船団を護衛中に空襲を受け、鵜来ら残存艦とともに海南島楡林へ向かう。14日から20日まで楡林の海南海軍工作部で応急修理。21日、ユタ15船団を護衛し楡林発。泗礁と青島を経由して2月7日に大東湾着。2月12日から3月6日まで佐世保海軍工廠で入渠修理。入渠中の2月12日から26日まで第八〇一海軍航空隊作戦指揮下に編入。3月10日、モシ01船団（復航はシモ01船団）を護衛して上海に向け門司発、24日に門司帰着。25日、第百一戦隊は戦時編制から除かれ、大東は第一護衛艦隊に編入。4月25日、第二十二海防隊に編入、鵜来とともに隊内区分第二小隊に配される。終戦時は小樽に所在。8月25日、佐世保鎮守府第一予備海防艦に定められる。
11月16日、対馬海峡東水道で掃海作業中に触雷し沈没。艦長の西部貞三少佐以下26名が殉職した。20日、帝国海防艦籍から除かれた。

## 海防艦長
艤装員長
1. 内崎強 大尉：1944年7月5日 - 1944年8月7日

海防艦長
1. 内崎強 大尉/少佐：1944年8月7日 - 1945年5月20日
2. 西部貞三 少佐：1945年5月20日 - 1945年11月16日 殉職、同日付任海軍中佐